# Liste der Monuments historiques in Manom
Die Liste der Monuments historiques in Manom führt die Monuments historiques in der französischen Gemeinde Manom auf.

## Liste der Bauwerke
| Bezeichnung          | Beschreibung | Standort                                           | Kennzeichnung | Schutzstatus   | Datum | Bild           |
| -------------------- | --- | -------------------------------------------------- | ------------- | -------------- | ----- | -------------- |
| Krypta               | Ende des 17. Jahrhunderts erbaut | unter der Kirche Notre-Dame-de-l’Assomption (Lage) | PA00106802    | Inscrit        | 1987  |                |
| Château de La Grange | ab 1731 erbaut, Entwurf Robert de Cotte; einschließlich der Wirtschaftsgebäude, des Taubenturms, der Parkanlage und der Wassergräben mit Brücken | nordwestlich des Ortes (Lage)                      | PA00106801    | Classé Inscrit | 1984  | weitere Bilder |

## Liste der Objekte
| Bezeichnung                                                | Beschreibung                                                                  | Standort                                        | Kennzeichnung | Schutzstatus | Datum | Bild |
| ---------------------------------------------------------- | ----------------------------------------------------------------------------- | ----------------------------------------------- | ------------- | ------------ | ----- | ---- |
| Kanzel                                                     | Eichenholz, bemalt, Mitte des 18. Jahrhunderts                                | in der Kirche Notre-Dame-de-l’Assomption (Lage) | PM57000518    | Classé       | 1993  |      |
| Skulptur Sitzende Madonna mit Kind                         | Stein, farbig gefasst, um 1400                                                | in der Kirche Notre-Dame-de-l’Assomption (Lage) | PM57000132    | Classé       | 1977  |      |
| Wandteppich Duell zwischen Paris und Menelaos              | Textilien, Anfang des 17. Jahrhunderts                                        | im Château de La Grange (Lage)                  | PM57000677    | Classé       | 2003  |      |
| Wandteppich Urteil des Paris                               | Textilien, Anfang des 17. Jahrhunderts                                        | im Château de La Grange (Lage)                  | PM57000675    | Classé       | 2003  |      |
| Wandteppich Begegnung von Helena und Paris                 | Textilien, Anfang des 17. Jahrhunderts                                        | im Château de La Grange (Lage)                  | PM57000676    | Classé       | 2003  |      |
| Wandteppich Raub der Helena                                | Textilien, Anfang des 17. Jahrhunderts                                        | im Château de La Grange (Lage)                  | PM57000678    | Classé       | 2003  |      |
| Gemälde Porträt von Pierre de Kergariou mit seiner Familie | Ölfarbe auf Leinwand, vergoldeter Holzrahmen, 1805 von Fidèle Halna du Fretay | im Château de La Grange (Lage)                  | PM57000674    | Classé       | 2003  |      |